# Thamala marciana
Thamala marciana är en fjärilsart som beskrevs av William Chapman Hewitson 1863. Thamala marciana ingår i släktet Thamala och familjen juvelvingar. Inga underarter finns listade i Catalogue of Life.

## Bildgalleri

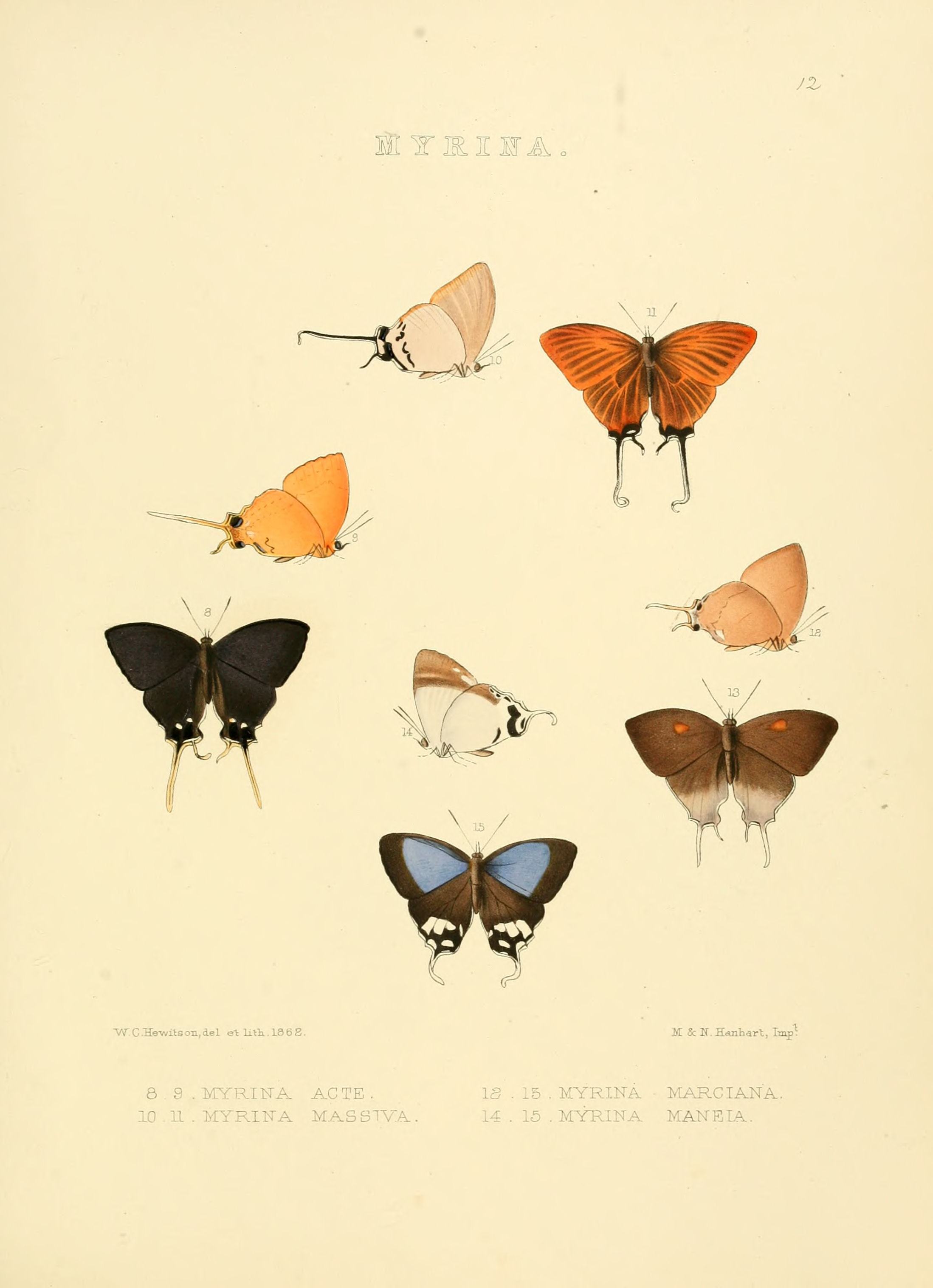
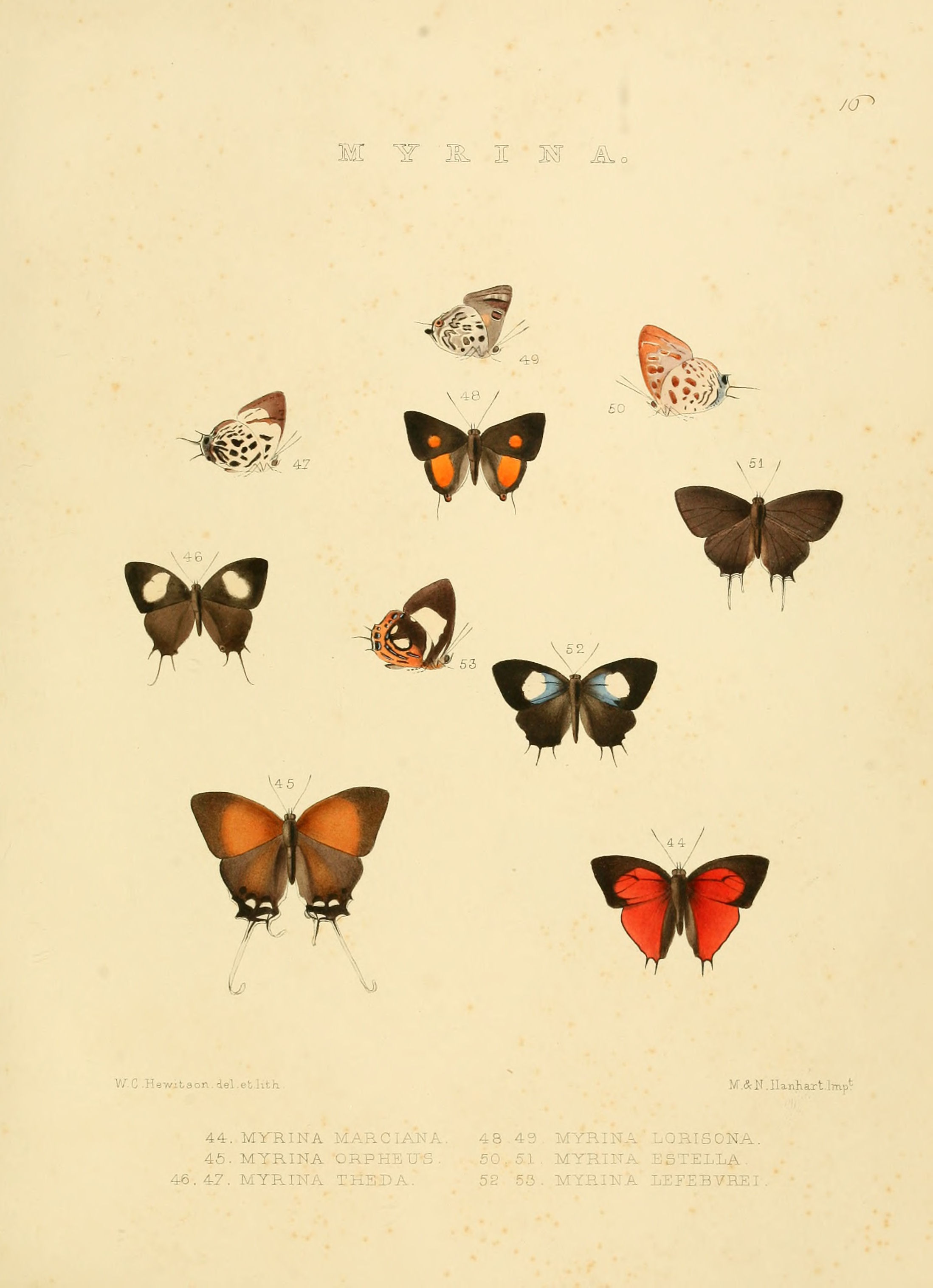